# Furuno
Furuno Electric Co., Ltd., ist ein japanischer Hersteller von elektronischen Geräten für Schiffe (sogenannte Marineelektronik), insbesondere Sonar-, Radar-, Funk- und mittlerweile auch GPS-Geräten.
Sitz in Nishinomiya in der Präfektur Hyōgo; Gründung 1948, Börsengang 1982, etwa 1.200 Mitarbeiter. Mittlerweile hat man sich in Geschäftsfelder wie Medizin und Landvermessung diversifiziert.
Seit 2005 ist Furuno auch in Deutschland selbst vertreten, vorher wurden die Furuno-Geräte über Ferropilot vertrieben.